# 슈타이어마르크 공국
슈타이어마르크 공국(독일어: Herzogtum Steiermark 헤르조그툼 스타이어마르크[*], 슬로베니아어: Vojvodina Štajerska 보이보디나 슈타예르스카, 헝가리어: Stájer Hercegség 슈타예르 헤르체그세그[*])은 1180년부터 1918년까지 현재의 오스트리아, 슬로베니아에 존재했던 공국이다.
1180년 신성 로마 제국의 프리드리히 1세에 의해 수립되었다. 1192년에는 오스트리아의 바벤베르크 가, 1254년에는 헝가리의 아르파드 왕조, 1260년에는 보헤미아의 프르셰미슬 왕조의 지배를 받았고 1278년에는 합스부르크 가의 지배를 받았다.
1867년 오스트리아-헝가리 제국이 수립되면서 오스트리아-헝가리 제국의 구성국 가운데 하나가 되었다. 1918년 오스트리아-헝가리 제국이 제1차 세계 대전에서 패하면서 소멸되었다.